# Medasina incursaria
Medasina incursaria är en fjärilsart som beskrevs av Walker 1860. Medasina incursaria ingår i släktet Medasina och familjen mätare. Inga underarter finns listade i Catalogue of Life.